# Catathelasma
Catathelasma Lovejoy (dwupierścieniak) – rodzaj grzybów z rodziny Biannulariaceae.

## Charakterystyka
Ektomykoryzowe grzyby kapeluszowe występujące na półkuli północnej. Kapelusz jest nieco mięsisty, początkowo wypukły, a następnie rozszerza się. Blaszki zbiegające, przyrośnięte lub wycięte z ząbkiem. Na trzonie podwójny pierścień. Trama blaszek obustronna, dość regularna, miąższ twardy, biały. Bazydiospory białe, podłużne, gładkie, amyloidalne i niecyanofilne. Strzępki ze sprzążkami.
Według Index Fungorum w 2024 r. do rodzaju tego zaliczono 6 gatunków określonych na podstawie cech morfologicznych, dowodów filogenetycznych (połączone ITS, LSU, tef1), preferencji żywicieli i rozmieszczenia geograficznego.

## Systematyka i nazewnictwo
Pozycja w klasyfikacji: Biannulariaceae, Agaricales, Agaricomycetidae, Agaricomycetes, Agaricomycotina, Basidiomycota, Fungi (według Index Fungorum).
Synonim naukowy: Biannularia Beck.
Polską nazwę podali Barbara Gumińska i Władysław Wojewoda w 1968 r. W polskim piśmiennictwie mykologicznym należące do tego rodzaju gatunki opisywane były także jako czop i klejówka.
Gatunki występujące w Polsce:
- Catathelasma imperiale (Quél.) Singer 1940 – dwupierścieniak cesarski

Nazwy naukowe na podstawie Index Fungorum. Wykaz gatunków i nazwy polskie według W. Wojewody.